# 原子俠
原子俠（英語：Atom）是DC漫畫旗下的虛構超級英雄，已有五名角色使用過此名字。
初代的艾爾·普拉特（Al Pratt）於《全美漫畫》#19（1940年10月）首次登場，由Bill O'Connor（作家）與Ben Flinton（藝術家）所創作。原子俠共有五代。除了初代的艾爾·普拉特，分別是二代的雷·帕爾默（Ray Palmer）、三代的亞當·克雷（Adam Cray）以及四代的蔡瑞安（Ryan Choi），其中最出名的是二代雷·帕爾默以及四代蔡瑞安。首位女性原子俠朗达·帕尼达（Rhonda Pineda）於2011年新52登場。

## 其他媒體

### 動畫
- 雷·帕爾默出現在《超人正義聯盟》中，由約翰·麥金利配音。
- 雷·帕爾默出現在《蝙蝠俠智勇悍將》中，由彼特·斯科拉里配音。
- 雷·帕爾默出現在《少年正義聯盟》中，由詹森·馬斯登配音。
- 動畫電影《正義聯盟：神與魔》中，平行宇宙版本的雷·帕爾默和蔡瑞安登場，分別由迪·布拉雷·貝克爾和艾瑞克·包薩配音。
- 雷·帕爾默出現在《正義聯盟超級行動》中，由傑瑞·奧康內爾配音。

### 真人
- 1997年《美國正義聯盟》：電視電影，由約翰·卡西爾飾演「原子俠」雷·帕爾默。
- 綠箭宇宙：由布兰登·劳斯飾演「原子俠」雷·帕爾默。他是一名科學家、生意人與palmer技術公司的CEO，他開發一個動力套服控制自己放大縮小、飛行與發射武器。
  - 《綠箭俠》：固定演員
  - 《閃電俠》：客串
  - 《明日傳奇》：主要演員
  - 《雌狐》：配音
- 綠箭宇宙：第四代「原子俠」於2019年交叉集登場，由周逸之飾演[2]。
- 萊恩·蔡出現在《查克·史奈德之正義聯盟》中，由郑恺飾演。

## 敵人
- 克罗诺斯 (漫畫)（Chronos）
- 暴眼大盗（Bug-Eyed Bandit）
- 植物大师（Floronic Man）
- 思考者 (漫畫)（Thinker）
- 黑豹（The Panther）
- 大帮 (漫畫)（Big Gang）
- William Knolles（William Knolles）
- 玩具男孩（Toyboy）
- 黑蛇（Blacksnake）
- 骗子 (漫畫)（Humbug）
- 刺痛（Sting）
- 频闪（Strobe）
- 癌症之神（M'nagalah）
- Waiting（Waiting）
- Lady Chronos（Lady Chronos）
- Dwarfstar（Dwarfstar）
- Villains For Hire（Villains For Hire）
- 群体（colony）
- 黑灯（Jean Loring）
- 离子面具（Ion Mask）
- Wizardo the Great（Wizardo the Great）
- 黑灯（Jean Loring）